# 2016年リオデジャネイロオリンピックのリトアニア選手団
2016年リオデジャネイロオリンピックのリトアニア選手団（2016ねんリオデジャネイロオリンピックのリトアニアせんしゅだん）は、2016年8月5日から8月21日にかけてブラジルのリオデジャネイロで開催された2016年リオデジャネイロオリンピックのリトアニア選手団、およびその競技結果。

## 概要
今大会は銀メダル1個、銅メダル3個の合計4個のメダルを獲得した。
ウエイトリフティング男子94kg級ではアウリマス・ジズバリスが銅メダルを獲得、リトアニア勢としてオリンピックのウエイトリフティング競技初めてのメダル獲得となった。

## メダル
| メダル | 選手名                                                  | 競技                 | 種目             |
| ------ | ------------------------------------------------------- | -------------------- | ---------------- |
| 銀     | ミンダウガス・グリシュコニス サウリウス・リッテル       | ボート               | 男子ダブルスカル |
| 銅     | ドナタ・ヴィシュタルタイテー ミルダ・ヴァルチュカイテー | ボート               | 女子ダブルスカル |
| 銅     | アウリマス・ジズバリス                                  | ウエイトリフティング | 男子94kg級       |
| 銅     | アウリマス・ランカス エドビナス・ラマナウスカス         | カヌー               | 男子K-2 200m     |